# Scarico
Nel motore endotermico la fase di scarico è l'ultima tra le quattro fasi del ciclo termodinamico.

## Descrizione prima, durante e dopo la fase di scarico
1. Prima della fase di scarico c'è la fase dell'espansione dove i gas all'interno del cilindro vengono sfruttati per la loro pressione, che man mano decresce fino a raggiungere una pressione bassa, ma comunque superiore a quella atmosferica.
2. A questo punto la valvola di scarico (o la luce di scarico) si apre (in anticipo rispetto al PMI) permettendo una veloce fuoriuscita dei gas per differenza di pressione (scarico libero), cosa che è obbligatorio nel 2 tempi, ma utilizzata anche nel 4 tempi, perché così si ha una risalita al PMS del pistone più veloce e meno dispendiosa (scarico forzato), mentre successivamente nel caso di motori 2 tempi per effetto dell'espansione, invece nel caso dei motori 4 tempi per spinta da parte del pistone. I gas di scarico salgono quindi lungo il collettore di scarico e fuoriescono dalla marmitta o espansione noto anche col nome di tubo di scappamento.
3. La fase di scarico continua anche quando inizia la fase d'aspirazione (sia per i motori a 2T che a 4T), dove nel caso del 2 tempi si ha il cosiddetto lavaggio del cilindro, mentre nel caso del 4 tempi si ha l'incrocio delle valvole, dove l'inerzia dei gas freschi richiama la miscela fresca dal sistema d'alimentazione.
4. Dopo la fase di scarico i gas hanno due possibilità, essere riutilizzati e poi purificati o purificati direttamente, prima di passare per il silenziatore.
  1. Nei motori a scoppio dotati di turbocompressore i gas di scarico in uscita vengono riutilizzati per muovere una turbina meccanica che aziona un compressore che ha il compito di comprimere l'aria in entrata al cilindro per dotarla di una pressione (e quindi densità) maggiore prima di essere immessa nella camera di scoppio e permettere un miglior riempimento del cilindro.
  2. Nei motori moderni i gas di scarico attraversano dei catalizzatori che trasformano parte dei composti più tossici in composti inerti o comunque meno pericolosi.
  3. Per poter ridurre il rumore proveniente dal motore durante la fase di scarico e rendere possibile il circolare di molti mezzi, senza subire danni acustici si utilizzano uno o più silenziatori, che possono essere di vario tipo e forma.

## Problemi legati allo scarico
Non molti sanno dei problemi dello scarico, che sono differenti a seconda del motore utilizzato (2 o 4 tempi):
- Nel motore a due tempi, la problematica principale è rappresentata dalle scorie presenti nei gas di scarico, le quali tendono a depositarsi all'interno del sistema di espansione e del silenziatore. Questo deposito provoca un restringimento che compromette l'efficienza nell'estrazione dei gas, determinando lievi perdite di potenza. Tuttavia, tale problematica può essere evitata attraverso una corretta carburazione e l'impiego di oli di qualità superiore.
- Nel motore a quattro tempi, uno dei problemi principali è legato al tempo di apertura della valvola di scarico. Se la valvola si apre in modo errato, possono verificarsi due effetti: un eccessivo ricambio di volume, che provoca lo scarico di parte della miscela fresca di aria e benzina, aumentando così i consumi, oppure un ridotto ricambio, che porta a una diminuzione della potenza. Questi problemi sono spesso causati da una struttura inadeguata dell'albero a camme e dalla resistenza dello scarico nella fuoriuscita dei gas.
- Un altro problema, comune a entrambe le motorizzazioni, può derivare da scelte errate fatte dall'utente, come l'installazione di scarichi non progettati per il motore in uso. Questo può portare ai problemi già menzionati, oppure a un effetto opposto: l'eccessivo svuotamento del cilindro. Infatti, se si esagera con l'apertura degli scarichi, si riduce la carica fresca di aria e benzina, causando una diminuzione della potenza e un aumento dei consumi.

## Accorgimenti
Per i motori 2 e 4 tempi, questi problemi possono essere ridotti o annullati adottando un corretto impianto di scarico, intervenendo in vari modi:
- Nel motore a due tempi è necessario adottare una corretta espansione, un silenziatore e, se presente, anche la giusta valvola di scarico e il relativo sistema di controllo, per avere un impianto funzionante.
- Nel motore a quattro tempi è necessario avere dei condotti di scarico della sezione e lunghezza appropriata, dato che modificando questi parametri si modifica la resistenza del condotto di scarico, ma in alcuni casi, si possono adoperare dei tubi di scarico che sfruttano lo stesso principio del cono divergente dell'espansione per i motori a due tempi, questi scarichi sono stati utilizzati in passato e chiamati tromboni per la loro forma finale, molto simile a quella di una tromba.
Nel 2007 si è incominciato a ritornare ad adoperare questi scarichi nel cross, ma con una struttura leggermente differente, infatti il cono divergente si ha all'inizio ed è decisamente più corto, mentre il resto dello scarico è a tubi di sezione costante, risultando efficace ed economico.